# Agaon
Agaon is een geslacht van vliesvleugeligen uit de familie vijgenwespen (Agaonidae). De wetenschappelijke naam van dit geslacht is voor het eerst geldig gepubliceerd in 1818 door Dalman.

## Soorten
Het geslacht Agaon omvat de volgende soorten:
- Agaon acutatum Wiebes, 1989
- Agaon baliolum Wiebes, 1974
- Agaon cicatriferens Wiebes, 1989
- Agaon fasciatum Waterston, 1914
- Agaon gabonense Wiebes, 1989
- Agaon kiellandi Wiebes, 1974
- Agaon megalopon Wiebes, 1976
- Agaon obtusum Wiebes, 1989
- Agaon paradoxum Dalman, 1818
- Agaon spatulatum Wiebes, 1968
- Agaon taiense Wiebes, 1989